# Thumleimavirales

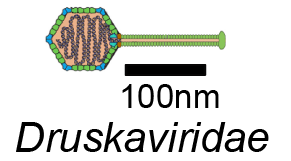
Schemazeichnung eines Virions der Familie Druskaviridae mit Maßstabsbalken

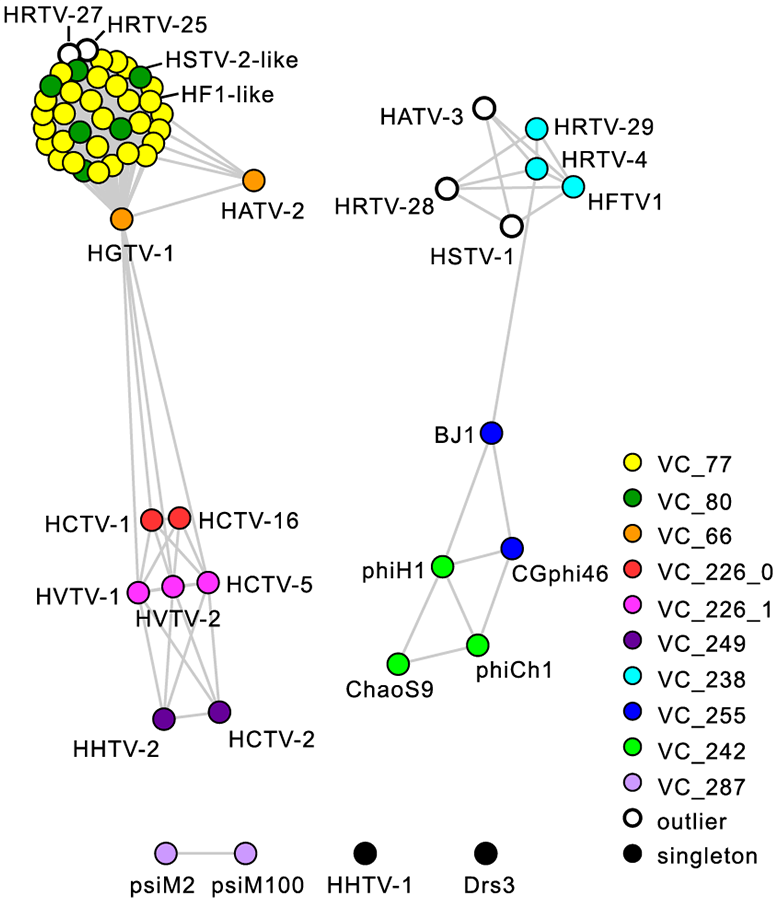
Clusteranalyse unter den Archaeenviren der Caudoviricetes (arTVs). Mitte und oben links: Thumleimavirales, Mitte und oben rechts: Kirjokansivirales, unten: Methanobavirales.

Thumleimavirales ist eine vom International Committee on Taxonomy of Viruses (ICTV) im März 2022 mit der Master Species List (MSL) #37 neu geschaffene Ordnung von Viren innerhalb der Klasse Caudoviricetes.
Die Einrichtung dieser Klasse geschah im Zug der Reorganisation dieser Klasse von Viren mit Kopf-Schwanz-Aufbau (die zuvor von der früheren Ordnung Caudovirales im taxonomischen Rang hochgestuft worden war).
Diese Reorganisation war nötig geworden, nachdem Genomanalysen eine sehr große Heterogenität dieser heutigen Klasse gezeigt hatten, die sowohl Bakterienviren als auch Archaeenviren (englisch archaeal tailed viruses, arTVs) umfasst, und deren Genom grundsätzlich aus einem dsDNA-Molekül besteht, das entweder linear oder ringförmig geschlossen sein kann.
Die Ordnung Thumleimavirales umfasst eine Klade (Verwandtschaftsgruppe) von solchen arTVs, die in der Genome Relationships Applied to Virus Taxonomy (GRAViTy) genannten Clusteranalyse eine als Cluster I bezeichnete Klade bildeten.
Die bei der Clusteranalyse festgestellten Ähnlichkeiten unter den hier zusammengefassten Viren betreffen:
- an der Morphogenese der Viruspartikel (Virionen) beteiligten Proteine: Hauptkapsidprotein (englisch major capsid protein, MCP), ein Protein ähnlich dem J-Protein der Basisplatte (engl. baseplate wedge J-like protein), Proteine der Schwanzscheide (engl. tail sheet) usw.
- Proteine für die Genomreplikation (PolB und MCM)
- Proteine für den Nukleotidmetabolismus und die DNA-Reparatur
- diverse weitere Proteine: eine Metalloprotease, eine Phosphatase (DUSP), verschiedene Nukleasen und Proteine mit ATPase-Domänen.

Insgesamt wurden vier Familien Hafunaviridae, Druskaviridae (ursprünglich Queuoviridae genannt), Soleiviridae und Halomagnusviridae in der damals neuen Virusordnung Thumleimavirales zusammengefasst.
Alle infizieren halophile Archaeen (s. u.) und sind daher nicht-taxonomisch als Haloviren klassifiziert.

## Etymologie
Der Name Thumleimavirales leitet sich ab von Thumleima, der Göttin und weiblichen Personifikation des Salzes
und der natürlichen Salzsole in der Meitei-Mythologie (Indien), gefolgt von der Endung '-virales' für Virusordnungen.
Der weibliche Vorname „Thumleima“ (ꯊꯨꯝꯂꯩꯃ tʰum.lə́i.mə) der Meitei setzt sich dabei aus zwei Worten zusammen:
„Thum“ (ꯊꯨꯝ tʰum) bedeutet „Salz“ und „Leima“ (ꯂꯩꯃ lə́i.mə) bedeutet „Königin“, „Dame“ oder „Mätresse“. „Thumleima“ meint also „Salzkönigin“, eine Anspielung auf die halophile Natur dieser Archaeenviren.

## Systematik

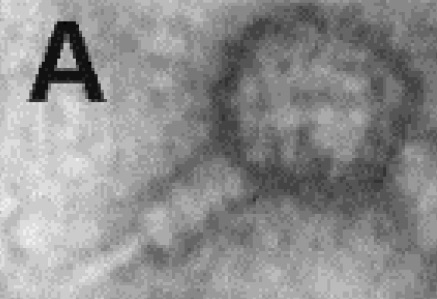
TEM-Aufnahmen eines Virions von „Halorubrum-Virus HRTV-16“ (Gattung Haloferacalesvirus, Morphotyp: Myoviren), Schwanz in kontrahierter Form.

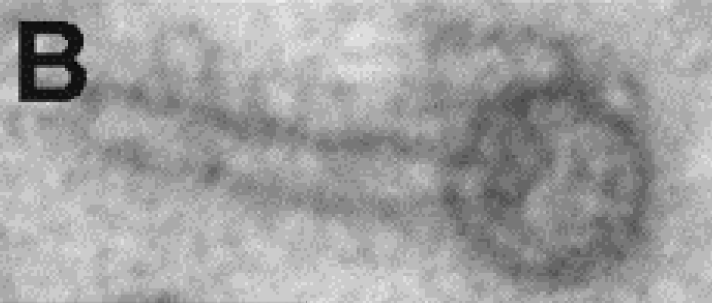
TEM-Aufnahme eines Virions von „Halorubrum-Virus HRTV-16“, Schwanz in gestreckter Form.

Viele der von den Mitgliedsviren gebildeten Gattungen und Familien umfassen nur ein oder zwei Mitglieder, was darauf hindeutet, dass die genetische Vielfalt dieser Archaeenviren noch weitgehend unerforscht ist. Die folgende Liste hat den Stand Anfang März 2025:
Klasse Caudoviricetes
- Ordnung Thumleimavirales (halophile arTV Klade I: Archaeen-Viren mit Kopf-Schwanz-Struktur: Myoviren und Siphoviren; 4 Familien)[6][7]
  - Familie Druskaviridae (ursprünglich Cluster F2, dann Queuoviridae; Siphoviren)
    - Gattung Hacavirus (F2G2)
      - Spezies Hacavirus italiense (früher Hacavirus HCTV1) mit 
Haloarcula californiae tailed virus 1 (HCTV-1), HCTV-16
– HCTV-16 war ursprünglich vorgeschlagen als eigene Spezies „Haloarcula virus HCTV-16“

    - Gattung Tredecimvirus (Subcluster F2G1)
      - Spezies Tredecimvirus thailandense (früher Tredecimvirus HVTV1) mit
Haloarcula vallismortis tailed virus 1 (HVTV-1)[13][14]
Haloarcula vallismortis tailed virus 2 (HVTV-2)[15][16]
Haloarcula vallismortis tailed virus 5 (HVTV-5)[15][16][17]

  - Familie Hafunaviridae (ursprünglich Cluster F1: Myoviren, früher in Familie Myoviridae; 4 Gattungen)
    - Gattung Haloferacalesvirus (Subcluster F1G1, Hfunalikevirus; 7 Spezies)
      - Spezies Haloferacalesvirus eilatense (früher Haloferacalesvirus HRTV10) mit
Halorubrum tailed virus 10 (HRTV-10)
Halorubrum tailed virus 18 (HRTV-18)
Halorubrum tailed virus 20 (HRTV-20)
Halorubrum tailed virus 22 (HRTV-22)
Halorubrum tailed virus 26 (HRTV-26)
      - Spezies Haloferacalesvirus moolapense (früher Haloferacalesvirus HF1, Haloferax-Virus HF1) mit
Halophage HF1 (HF1),[15] Halophage HF2 (HF2),[18][19] Halorubrum coriense virus Hardycor2 (Hardycor2)
      - Spezies Haloferacalesvirus pyrstotum (früher Haloferacalesvirus HRTV5) mit
Halorubrum tailed phage 5 (HRTV-5)[15])
      - Spezies Haloferacalesvirus salis (früher Haloferacalesvirus HRTV8) mit
Halorubrum tailed phage 8 (HRTV-8),[15]
Halorubrum tailed phage 14 (HRTV-14)
Halorubrum tailed phage 17 (HRTV-17)
Halorubrum tailed phage 19 (HRTV-19)
Halorubrum tailed phage 23 (HRTV-23)
      - Spezies Haloferacalesvirus samutsakhonense (früher Haloferacalesvirus HSTV4) mit
Halorubrum sodomense tailed virus 4 (HSTV-4)
      - Spezies Haloferacalesvirus serpentinense (früher Haloferacalesvirus Serpecor1) mit
Halorubrum coriense virus Serpecor1 (Serpecor1)
      - Spezies Haloferacalesvirus thailandense (früher Haloferacalesvirus HJTV2) mit
Halorubrum tailed virus 24 (HRTV-24)
Haloarcula japonica tailed virus 2 (HJTV-2)
Halorubrum sodomense tailed virus 3 (HSTV-3)
Haloarcula japonica tailed virus 3 (HJTV-3)
Halorubrum tailed phage 15 (HRTV-15)
      - Species „Halorubrum virus HRTV-16“[20][21][22]

    - Gattung Laminvirus (F1G3: 1 Spezies)
      - Spezies Laminvirus thailandense (früher Laminvirus HRTV25) mit
Halorubrum tailed virus 25 (HRTV-25)

    - Gattung Mincapvirus (Subcluster F1G2, 1 Spezies)
      - Spezies Mincapvirus eilatense (früher  Mincapvirus HSTV2) mit 
Halorubrum sodomense tailed virus 2 (HSTV-2),[13] HRTV-7,[15][23] HRTV-2, HRTV-11, HCTV-6, HCTV-15

    - Gattung Minorvirus (F1G4: 1 Spezies)
      - Spezies Minorvirus thailandense (früher Minorvirus HRTV27) mit
Halorubrum tailed virus 27 (HRTV-27)

  - Familie Halomagnusviridae (ursprünglich Cluster F4: Myoviren; 1 Gattung)
    - Gattung Hagravirus (1 Spezies)
      - Spezies Hagravirus capitaneum (früher Hagravirus HGTV1) mit Halogranum tailed virus 1 (HGTV1, HGTV-1)[15])

  - Familie Soleiviridae (ursprünglich Cluster F3: Myoviren; 1 Gattung)
    - Gattung Eilatmyovirus (1 Spezies)
      - Spezies Eilatmyovirus salis (früher Eilatmyovirus HATV2) mit
Haloarcula tailed virus 2 (HATV-2)